# Marcos Falcón Briceño
Marcos Falcón Briceño (Barcelona, Estado Anzoátegui, Venezuela, 4 de abril de 1907-Caracas, 22 de abril de 1998) fue un diplomático y político venezolano que fue canciller entre 1960 y 1964.

## Carrera
Falcón Briceño se graduó como doctor en ciencias políticas e ingresó al servicio diplomático de Venezuela en 1934. En el ejercicio de sus funciones en el servicio exterior se desempeñó como oficial en el Ministerio de Relaciones Exteriores, jefe de servicios en la dirección de política económica, cónsul de Venezuela en Baltimore y agente de turismo en Estados Unidos, al igual que agente comercial en Alemania, Países Bajos, Dinamarca y Estados Unidos. Falcón Briceño también fue primer secretario, consejero y encargado de negocios de la embajada de Venezuela en Washington y representante de Venezuela tanto ante Congreso Internacional de la Industria Técnica reunido en Berlín, Alemania, en 1938, y ante la Junta Interamericana del Café.
En 1945, Falcón Briceño fue delegado de Venezuela ante la V Conferencia de Alimentos y Agricultura de las Naciones Unidas en Quebec, Canadá y en 1947 fungió como vicepresidente del Consejo Económico y Social Interamericano. También sirvió como representante permanente de Venezuela ante la Organización de Estados Americanos (OEA).
Falcón Briceño fue nombrado embajador en Estados Unidos el 11 de agosto de 1958 como sucesor de Héctor José Santaella Guerra por el presidente Wolfgang Larrazábal. El 25 de octubre de 1960 sucedió a Ignacio Luis Arcaya como Ministro de Relaciones Exteriores en el gobierno del presidente Rómulo Betancourt. Durante su mandato, fue a trabajar en los Estados Unidos el 11 de octubre de 1961, donde se reunió con el presidente John F. Kennedy.
El 12 de noviembre de 1962, el canciller dio una exposición en la Comisión de Política Especial de la Asamblea General de las Naciones Unidas (ONU) para denunciar el Laudo Arbitral de París de 1899, cuyo dictamente fue favorable a Reino Unido al adjudicarle el territorio denominado de la Guayana Esequiba de 159 500 km² al oeste del río Esequibo, alegando componenda y vicios de nulidad justificativos de un despojo. En su exposición recalca que Venezuela considera nulo e írrito (inexistente) el Laudo Arbitral debido a lo que se conoce en derecho internacional como actos contrarios a la buena fe acaecidos por parte del gobierno británico y de los integrantes del tribunal. Dichas denuncias conllevaron al Acuerdo de Ginebra de 1966.
Permaneció como canciller hasta el final del mandato de Betancourt el 11 de marzo de 1964, cuando fue sustituido por Ignacio Iribarren Borges, quien fue nombrado ministro de Relaciones Exteriores durante el gobierno de Raúl Leoni. Después de dejar el gobierno, fue designado nuevamente el 22 de junio de 1964 como sucesor de Ignacio Iribarren Borges embajador en el Reino Unido y ocupó esta posición hasta su sustitución por Héctor Santaella el 17 de junio de 1965.